# MK2 (azienda)
MK2, anche nota come MK2 Films o MK2 Productions, è una casa di produzione e distribuzione cinematografica francese di cinema d'autore, nonché catena di cinema multisala presente in Francia, Spagna e Canada.

## Storia
Il produttore Marin Karmitz ha fondato l'azienda nel 1969, dedicandosi inizialmente alla produzione di cortometraggi; per far fronte ai problemi di distribuzione riscontrati, decide di diventare lui stesso un esercente.
Il primo cinema MK2 viene aperto nel 1974 nei pressi di Place de la Bastille, seguito da molti altri. L'azienda si è poi espansa a partire dagli anni ottanta, producendo o co-producendo molti dei film di Claude Chabrol, Krzysztof Kieślowski, Abbas Kiarostami, Michael Haneke e Xavier Dolan, e distribuendo in Francia film francesi ed esteri.
Presso gli uffici della MK2 si sono formati professionisti del settore come Jean Labadie, partito negli anni ottanta per fondare la BAC Films, o Michel Saint-Jean, che ha fondato la casa di distribuzione Diaphana. Nell'ottobre 2005, a Karmitz è subentrato il figlio Nathanaël.

## Filmografia

### Produzione
- L'Amour violé, regia di Yannick Bellon (1978)
- Simone de Beauvoir, regia di Josée Dayan e Malka Ribowska (1979)
- Le Chemin perdu, regia di Patricia Moraz (1980)
- Salto nel vuoto, regia di Marco Bellocchio (1980)
- Si salvi chi può (la vita) (Sauve qui peut (la vie)), regia di Jean-Luc Godard (1980)
- Mourir à trente ans, regia di Romain Goupil (1982)
- La rivolta (Duvar), regia di Yılmaz Güney (1983)
- La Java des ombres, regia di Romain Goupil (1983)
- Scandalo a palazzo (Le Bon Plaisir), regia di Francis Girod (1984)
- Una morte di troppo (Poulet au vinaigre), regia di Claude Chabrol (1985)
- Terra di nessuno (No Man's Land), regia di Alain Tanner (1985)
- Vertiges, regia di Christine Laurent (1985)
- La Tentation d'Isabelle, regia di Jacques Doillon (1985)
- Ópera do Malandro, regia di Ruy Guerra (1986)
- L'ispettore Lavardin (Inspecteur Lavardin), regia di Claude Chabrol (1986)
- Mélo, regia di Alain Resnais (1986)
- Il volo (O melissokomos), regia di Theo Angelopoulos (1986)
- Volto segreto (Masques), regia di Claude Chabrol (1987)
- Good Morning Babilonia, regia di Paolo e Vittorio Taviani (1987)
- Arrivederci ragazzi (Au revoir les enfants), regia di Louis Malle (1987)
- La valle fantasma (La Vallée fantôme), regia di Alain Tanner (1987)
- La vita è un lungo fiume tranquillo (La vie est un long fleuve tranquille), regia di Étienne Chatiliez (1988)
- La Loi sauvage, regia di Francis Reusser (1988)
- Chocolat, regia di Claire Denis (1988)
- Un affare di donne (Une affaire de femmes), regia di Claude Chabrol (1988)
- Voglio tornare a casa! (I Want to Go Home), regia di Alain Resnais (1989)
- Taxi Blues (Taksi-Blyuz), regia di Pavel Lungin (1990)
- Madame Bovary, regia di Claude Chabrol (1991)
- L'Amour en deux, regia di Jean-Claude Gallotta (1991)
- Betty, regia di Claude Chabrol (1992)
- La bilancia (Balanta), regia di Lucian Pintilie (1992)
- Riens du tout, regia di Cédric Klapisch (1992)
- Tre colori - Film blu (Trois couleurs: Bleu), regia di Krzysztof Kieślowski (1993)
- Mazeppa, regia di Bartabas (1993)
- Tre colori - Film bianco (Trois couleurs: Blanc), regia di Krzysztof Kieślowski (1994)
- L'inferno (L'Enfer), regia di Claude Chabrol (1994)
- Un'estate indimenticabile (Un été inoubliable), regia di Lucian Pintilie (1994)
- Tre colori - Film rosso (Trois couleurs: Rouge), regia di Krzysztof Kieślowski (1994)
- Il soldato molto semplice Ivan Chonkin (Život a neobyčejná dobrodružství vojáka Ivana Čonkina), regia di Jiří Menzel (1994)
- En mai, fais ce qu'il te plaît, regia di Pierre Grange (1995)
- Il buio nella mente (La Cérémonie), regia di Claude Chabrol (1995)
- Gabbeh, regia di Mohsen Makhmalbaf (1996)
- Chamane, regia di Bartabas (1996)
- Prea târziu, regia di Lucian Pintilie (1996)
- Pane e fiore (Nūn o goldūn), regia di Mohsen Makhmalbaf (1996)
- Profundo carmesí, regia di Arturo Ripstein (1996)
- Rien ne va plus, regia di Claude Chabrol (1997)
- La mela (Sib), regia di Samira Makhmalbaf (1998)
- Claire Dolan, regia di Lodge Kerrigan (1998)
- Louis & Frank, regia di Alexandre Rockwell (1998)
- Il silenzio (Sokout), regia di Mohsen Makhmalbaf (1998)
- Terminus Paradis - Capolinea Paradiso (Terminus paradis), regia di Lucian Pintilie (1998)
- Il colore della menzogna (Au cœur du mensonge), regia di Claude Chabrol (1999)
- Petits frères, regia di Jacques Doillon (1999)
- Il vento ci porterà via (Bād mā rā khāhad bord), regia di Abbas Kiarostami (1999)
- Cours toujours, regia di Dante Desarthe (2000)
- Signs & Wonders, regia di Jonathan Nossiter (2000)
- Storie (Code inconnu - Récit incomplet de divers voyages), regia di Michael Haneke (2000)
- Grazie per la cioccolata (Merci pour le chocolat), regia di Claude Chabrol (2000)
- ABC Africa, regia di Abbas Kiarostami (2001)
- La pianista (La Pianiste), regia di Michael Haneke (2001)
- Dieci (Dah), regia di Abbas Kiarostami (2002)
- Apartment #5C, regia di Raphaël Nadjari (2002)
- I figli della pioggia (Les Enfants de la pluie), regia di Philippe Leclerc (2003)
- Il fiore del male (La Fleur du mal), regia di Claude Chabrol (2003)
- Five, regia di Abbas Kiarostami (2003)
- 10 on Ten, regia di Abbas Kiarostami (2004)
- Mon ange, regia di Serge Frydman (2004)
- Geukjangjeon, regia di Hong Sang-soo (2005)
- 13 Tzameti, regia di Géla Babluani (2005)
- Un homme perdu, regia di Danielle Arbid (2007)
- Paranoid Park, regia di Gus Van Sant (2007)
- 24 mesures, regia di Jalil Lespert (2007)
- Ore d'estate (L'Heure d'été), regia di Olivier Assayas (2008)
- Rumba, regia di Dominique Abel, Fiona Gordon e Bruno Romy (2008)
- Zion and His Brother (Zion ve' ahiv), regia di Eran Merav (2009)
- Diamond 13 (Diamant 13), regia di Gilles Béhat (2009)
- El niño pez - Il bambino pesce (El niño pez), regia di Lucía Puenzo (2009)
- La vera storia del gatto con gli stivali (La Véritable Histoire du Chat Botté), regia di Jérôme Deschamps, Pascal Hérold e Macha Makeïeff (2009)
- Blanc comme neige, regia di Christophe Blanc (2010)
- Copia conforme (Copie conforme), regia di Abbas Kiarostami (2010)
- Venere nera (Vénus noire), regia di Abdellatif Kechiche (2010)
- Stretch, regia di Charles de Meaux (2011)
- La Fée, regia di Dominique Abel, Fiona Gordon e Bruno Romy (2011)
- Qualcuno da amare (Like Someone in Love), regia di Abbas Kiarostami (2012)
- Laurence Anyways e il desiderio di una donna... (Laurence Anyways), regia di Xavier Dolan (2012)
- On the Road, regia di Walter Salles (2012)
- À coeur ouvert, regia di Marion Laine (2012)
- Qualcosa nell'aria (Après mai), regia di Olivier Assayas (2012)
- Tom à la ferme, regia di Xavier Dolan (2013)
- Al di là delle montagne (Shānhé gùrén), regia di Jia Zhangke (2015)
- È solo la fine del mondo (Juste la fin du monde), regia di Xavier Dolan (2016)
- Hikari, regia di Naomi Kawase (2017)
- Cold War (Zimna wojna), regia di Paweł Pawlikowski (2018)
- I figli del fiume giallo (Jiānghú érnǚ), regia di Jia Zhangke (2018)
- Pallottole in libertà (En liberté!), regia di Pierre Salvadori (2018)
- Yokogao, regia di Kōji Fukada (2019)
- La persona peggiore del mondo (Verdens verste menneske), regia di Joachim Trier (2021)
- La natura dell'amore (Simple comme Sylvain), regia di Monia Chokri (2023)